# Park Narodowy Iberá
Park Narodowy Iberá (hiszp. Parque nacional Iberá) – park narodowy w Argentynie położony w departamentach Concepción, Ituzaingó, Mercedes i San Miguel w północnej części prowincji Corrientes. Został utworzony 21 grudnia 2018 roku i zajmuje obszar 1950,94 km². Składa się z czterech części znajdujących się na terenie największego w Argentynie obszaru chronionego – Rezerwatu prowincjonalnego Iberá (13 000 km²) powstałego w 1983 roku. Oprócz parku narodowego na terenie rezerwatu znajduje się też Park prowincjonalny Iberá. W 2002 roku część rezerwatu (245,5 km²) została wpisana na listę konwencji ramsarskiej pod nazwą „Lagunas y Esteros del Iberá”. Znajduje się tu też sześć obszarów uznanych przez BirdLife International jako ostoja ptaków IBA.

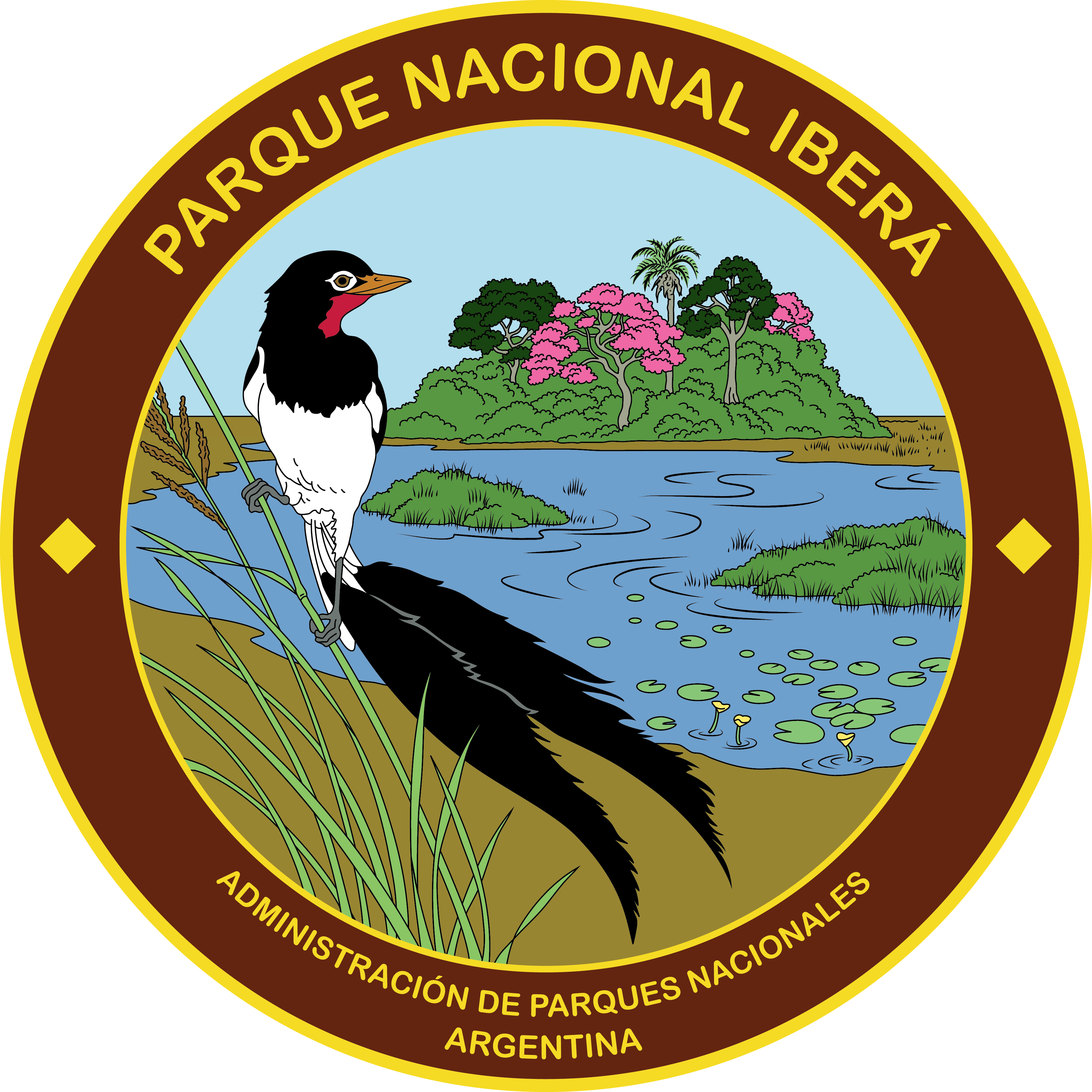
Godło parku z figlarzem flagosternym

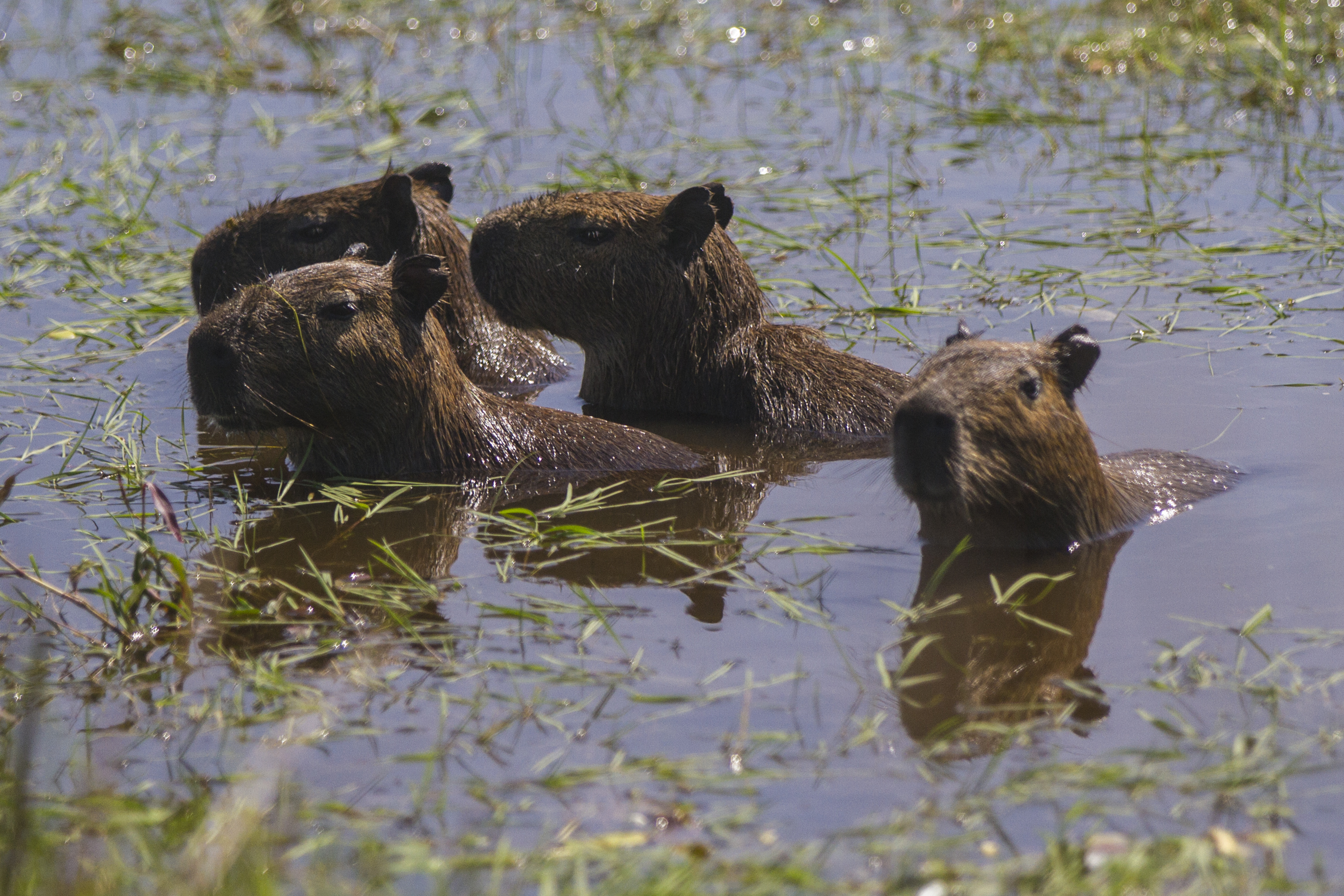
Kapibary wielkie

## Opis
Park znajduje się na terenie mokradeł z licznymi rzekami, jeziorami i wyspami. Klimat subtropikalny. Opady wahają się od 1600 do 1100 mm rocznie. Średnia temperatura stycznia to 33,5 ºC, a czerwca 20,1 º C.

## Flora
Roślinność wodna to głównie Eichhornia azurea, Salvinia biloba, eichornia gruboogonkowa, pistia rozetkowa, Nymphoides indica, limnobium gąbczaste, Sagitaria montevidensis, Thalia geniculata, Pontederia cordata, pałka południowa. Rośnie tu również m.in.: Cypella herbertii, Polygonum stelligerum, paciorecznik indyjski, begonia kapturkowata, Rhynchospora corymbosa, Senna pendula, Echinodorus grandiflorus, Hibiscus striatus.
W najwyższych częściach parku rośnie m.in.: Tabebuia heptaphyla, Peltophorum dubium, Luehea divaricata, Patagonula americana, Cecropia pachystachya, Enterolbium contortisiliquun, Sideroxylon obtusifolium, arekowiec Romanzowa, Brunfelsia australis, Byttneria urticifolia, Brassavola tuberculata, Oncidium bifolium.

## Fauna
Płazy i gady są reprezentowane w parku przez znaczną liczbę gatunków. Są to m.in.: Rhinella schneideri, Rhinella granulosa, Leptodactylus fuscus, Physalaemus albonotatus, Hypsiboas pulchellus, ropuchogłówka argentyńska, Acanthochelys spixii, hydromeduza argentyńska, anakonda żółta, żabojad argentyński, boipewa Merrema, Leptophis ahaetulla, Bothrops neuwiedi, żararaka urutu, kajman okularowy, kajman szerokopyski, teju brazylijski.
Ssaki tu żyjące to m.in.: kapibara wielka, wydrak długoogonowy, nutria amerykańska, narażony na wyginięcie jeleniak bagienny, mazama szara, sarniak pampasowy, pampasowiec grzywiasty, majkong krabożerny, ocelot argentyński, jaguarundi amerykański, ocelot wielki, wyjec czarny, pancernik dziewięciopaskowy, pancernik siedmiopaskowy, szop krabożerny, wiskaczan wielki, grizon mniejszy, skunksowiec andyjski, dydelf białouchy.
W parku żyje ponad 380 gatunków ptaków. Są to m.in.: drzewica dwubarwna, drzewica czarnobrzucha, piżmówka, tygryska rdzawoszyja, bąk pstry, bączek amerykański, bocian sinodzioby, żabiru amerykański, dławigad amerykański, złotosłonka amerykańska, preriowiec, derkaczyk oliwkowy, rybitwa amazońska, myszołów preriowy, sokół wędrowny, czarnostrząb rdzawy, błotniak prążkowany, krogulec zmienny, urubitinga czarna, konura czarnogłowa, wróbliczka niebieskoskrzydła, amazonka niebieskoczelna, trogon czerwonobrzuchy, tukan wielki, wodopławik srokaty, drzewiarz czerwonodzioby, organka purpurowogłowa oraz narażony na wyginięcie figlarz flagosterny (symbol parku).